# Ріккардо Карапеллезе
Ріккардо Карапеллезе (італ. Riccardo Carapellese; 1 липня 1922, Черіньола — 20 жовтня 1995, Рапалло) — колишній італійський футболіст, нападник. По завершенні ігрової кар'єри — футбольний тренер.
Як гравець насамперед відомий виступами за клуби «Мілан», «Торіно» та «Дженоа», а також національну збірну Італії.

## Клубна кар'єра
Вихованець футбольної школи клубу «Торіно».
У дорослому футболі дебютував 1942 року виступами за команду клубу «Спеція», в якій провів один сезон, взявши участь у 19 матчах чемпіонату.
Згодом з 1944 по 1953 рік грав у складі команд клубів «Казале», «Віджевано», «Комо», «Мілан», «Торіно» та «Ювентус».
Своєю грою за останню команду привернув увагу представників тренерського штабу клубу «Дженоа», до складу якого приєднався 1953 року. Відіграв за генуезький клуб наступні чотири сезони своєї ігрової кар'єри. Більшість часу, проведеного у складі «Дженоа», був основним гравцем атакувальної ланки команди та її капітаном.
Завершив професійну ігрову кар'єру у клубі «Катанія», за команду якого виступав протягом 1957—1959 років.

## Виступи за збірну
1947 року дебютував в офіційних матчах у складі національної збірної Італії. Протягом кар'єри у національній команді, яка тривала 10 років, провів у формі головної команди країни лише 16 матчів, забивши 10 голів. У складі збірної був учасником чемпіонату світу 1950 року у Бразилії.

## Кар'єра тренера
Розпочав тренерську кар'єру невдовзі по завершенні кар'єри гравця, 1961 року, очоливши тренерський штаб клубу «Тернана».
В подальшому очолював команду клубу «Салернітана».
Останнім місцем тренерської роботи був клуб «Савойя», команду якого Ріккардо Карапеллезе очолював як головний тренер до 1973 року.
| Дата       | Місто     | Господарі | Результат | Гості          | Турнір                   | Голи | Примітки |
| ---------- | --------- | --------- | --------- | -------------- | ------------------------ | ---- | -------- |
| 09/11/1947 | Відень    | Австрія   | 5 – 1     | Італія         | товариський матч         | 1    |          |
| 14/12/1947 | Барі      | Італія    | 3 – 1     | Чехословаччина | товариський матч         | 1    |          |
| 04/04/1948 | Париж     | Франція   | 1 – 3     | Італія         | товариський матч         | 2    |          |
| 16/05/1948 | Турин     | Італія    | 0 – 4     | Англія         | товариський матч         | -    |          |
| 27/02/1949 | Генуя     | Італія    | 4 – 1     | Португалія     | товариський матч         | 1    |          |
| 27/03/1949 | Мадрид    | Іспанія   | 1 – 3     | Італія         | товариський матч         | 1    |          |
| 22/05/1949 | Флоренція | Італія    | 3 – 1     | Австрія        | Кубок Центральної Європи | -    |          |
| 12/06/1949 | Будапешт  | Угорщина  | 1 – 1     | Італія         | Кубок Центральної Європи | 1    |          |
| 30/11/1949 | Лондон    | Англія    | 2 – 0     | Італія         | товариський матч         | -    |          |
| 05/03/1950 | Болонья   | Італія    | 3 – 1     | Бельгія        | товариський матч         | -    |          |
| 02/04/1950 | Відень    | Австрія   | 1 – 0     | Італія         | Кубок Центральної Європи | -    |          |
| 25/06/1950 | Сан-Паулу | Швеція    | 3 – 2     | Італія         | ЧС 1950 - 1-й етап       | 1    |          |
| 02/07/1950 | Сан-Паулу | Парагвай  | 0 – 2     | Італія         | ЧС 1950 - 1-й етап       | 1    |          |
| 24/02/1952 | Брюссель  | Бельгія   | 2 – 0     | Італія         | товариський матч         | -    |          |
| 15/02/1956 | Болонья   | Італія    | 2 – 0     | Франція        | товариський матч         | 1    |          |
| 25/04/1956 | Мілан     | Італія    | 3 – 0     | Бразилія       | товариський матч         | -    |          |
| Усього     |           | Матчів    | 16        |                | Голів (27 місце)         | 10   |          |